# Vaja-Rohod vasútállomás
Vaja-Rohod vasútállomás egy Szabolcs-Szatmár-Bereg vármegyei vasútállomás, Vaja településen, a MÁV üzemeltetésében. A belterület északi részén helyezkedik el, nem messze a 49-es főút vasúti keresztezésétől, közúti elérését az abból kiágazó, rövidke 41 311-es számú mellékút teszi lehetővé.

## Vasútvonalak
Az állomást az alábbi vasútvonalak érintik:
- Nyíregyháza–Vásárosnamény-vasútvonal

## Kapcsolódó állomások
A vasútállomáshoz az alábbi állomások vannak a legközelebb:
- Baktalórántháza vasútállomás (Nyíregyháza–Vásárosnamény-vasútvonal)
- Rákóczitanya megállóhely (Nyíregyháza–Vásárosnamény-vasútvonal)

## Forgalom
| Járat        | Útvonal | Gyakoriság   |
| ------------ | --- | ------------ |
| személyvonat | Nyíregyháza – Nyíregyháza külső – Oros – Napkor – Apagy – Levelek-Magy – Ófehértó – Ligettanya – Baktalórántháza – Vaja-Rohod – Rákóczitanya – Nyírmada – Vásárosnamény külső – Vásárosnamény | 2-3 óránként |